# Jos Verdegem
Joseph Verdegem, connu sous le diminutif de Jos Verdegem, né à Gand (Belgique) le 3 mai 1897 et mort dans cette ville le 15 septembre 1957, est un peintre belge.

## Biographie
En 1916, Jos Verdegem est incorporé dans la Section artistique de l'armée belge en campagne.